# 2240 Tsai
2240 Tsai eller 1978 YA är en asteroid i huvudbältet som upptäcktes den 30 december 1978 av Harvard College Observatory. Den är uppkallad efter den kinesiska astronomen Tsai Chang-hsien.
Asteroiden har en diameter på ungefär 24 kilometer och den tillhör asteroidgruppen Themis.